# Fédération de water-polo et de natation du Monténégro
La Fédération de water-polo et de natation du Monténégro (VPSCG) (monténégrin : Vaterpolo i plivački savez Crne Gore) est l'organe directeur du water-polo et de la natation au Monténégro. 

## Histoire
La fédération a été formée le 22 avril 1949 à Herceg Novi. Son premier président a été Milan Vukasović. C'est une organisation sportive indépendante, membre de la LEN (Ligue Européenne de Natation), de la FINA (Fédération Internationale de Natation) depuis le 21 août 2006, du Comité olympique monténégrin. Il organise également la Coupe monténégrine de water-polo ainsi que l'Championnat du Monténégro de water-polo,. En outre, la Fédération est chargée d’organiser le championnat monténégrin de natation. La Fédération s'occupe également de l'équipe nationale monténégrine de water-polo et de natation.

## Membres
Clubs membres de la Fédération de water-polo et de natation du Monténégro :
- Vaterpolo plivački klub AQUATIC VERDE, Podgorica
- Plivački i vaterpolo klub BUDUĆNOST, Podgorica
- Plivački vaterpolo klub BUDVA-BUDVANSKA RIVIJERA, Budva
- Plivački klub BUTTERFLAY, Nikšić
- Vaterpolo klub VATERPOLO AKADEMIJA CATTARO, Kotor
- Plivački vaterpolo klub JADRAN, Herceg Novi
- Plivački vaterpolo klub NIKŠIĆ, Nikšić
- Plivački club ORKA, Budva
- Vaterpolo klub PRIMORAC, Kotor
- Plivački vaterpolo klub "STARI GRAD" Budva, Budva
- Vaterpolo klub MLADOST BIJELA, Bijela

## Sponsors
Sponsors de la Fédération de water-polo et de natation du Monténégro :
- Elektroprivreda Crne Gore (sponsor général)
- Delfina
- SAVA OSIGURANJE
- Meridianbet
- JANA
- CEDIS
- Savana
- Generali
- Budvanska Rivijera
- PHARMANOVA